# 河口毛蕨
河口毛蕨（学名：Cyclosorus hokouensis），为金星蕨科毛蕨属下的一个植物种。